# Fabio Felline
Fabio Felline (ur. 29 marca 1990 w Turynie) – włoski kolarz szosowy, zawodnik profesjonalnej grupy Astana Qazaqstan Team.

## Najważniejsze osiągnięcia
2010
- 1. miejsce w Circuit de Lorraine
  - 1. miejsce na 2. i 3. etapie

2011
- 1. miejsce na 2. etapie Brixia Tour

2012
- 1. miejsce w Giro dell’Appennino
- 1. miejsce w Memorial Marco Pantani
- 2. miejsce w Gran Premio Bruno Beghelli
- 4. miejsce w Gran Premio Industria e Commercio di Prato

2013
- 1. miejsce na 1. etapie Settimana Internazionale di Coppi e Bartali
- 1. miejsce na 2. etapie Tour of Slovenia

2015
- 1. miejsce w Grand Prix de Fourmies
- 1. miejsce na 2. etapie Vuelta al País Vasco
- 2. miejsce w La Drome Classic
- 3. miejsce w Critérium International
  - 1. miejsce na 2. etapie (jazda ind. na czas)
- 3. miejsce w Classic Sud Ardèche
- 4. miejsce w Vuelta a Murcia
- 5. miejsce w Eneco Tour
- 5. miejsce w Tre Valli Varesine
- 5. miejsce w Trofeo Laigueglia

2016
- 1. miejsce w klasyfikacji punktowej Vuelta a España
- 2. miejsce w Tour de Pologne
- 4. miejsce w Trofeo Laigueglia

2017
- 1. miejsce w Trofeo Laigueglia
- 1. miejsce na prologu Tour de Romandie